# Bradshaw (Wirginia Zachodnia)
Bradshaw – miasto w Stanach Zjednoczonych, w stanie Wirginia Zachodnia, w hrabstwie McDowell.